# Satz von Gromoll-Meyer (Geodäten)
Im mathematischen Gebiet der Differentialgeometrie gibt der Satz von Gromoll-Meyer eine (oft erfüllte) Bedingung dafür, wann eine Riemannsche Mannigfaltigkeit unendlich viele geschlossene Geodäten hat. Er wurde von Detlef Gromoll und Wolfgang Meyer bewiesen.
Für eine geschlossene Riemannsche Mannigfaltigkeit {\displaystyle M} bezeichne {\displaystyle \Lambda M} den freien Schleifenraum mit seiner kanonischen Struktur als Hilbert-Mannigfaltigkeit. Der Satz von Gromoll-Meyer besagt dann: Wenn die Folge der Bettizahlen {\displaystyle b_{i}(\Lambda M)} unbeschränkt ist, dann hat {\displaystyle M} unendlich viele geschlossene Geodäten.
Die Unbeschränktheit der Folge {\displaystyle b_{i}(\Lambda M)} lässt sich mit Methoden der algebraischen Topologie, insbesondere der rationalen Homotopietheorie untersuchen.
Für unterschiedliche Punkte {\displaystyle p\not =q} in einer kompakten Riemannschen Mannigfaltigkeit {\displaystyle M} war bereits 1951 von Jean-Pierre Serre bewiesen worden, dass es unendlich viele {\displaystyle p} und {\displaystyle q} verbindende Geodäten gibt.